# AHTS Bourbon Dolphin
L'AHTS Bourbon Dolphin è stato un rimorchiatore per la movimentazione dell'ancora della Bourbon Offshore Norway. La nave si capovolse al largo delle coste delle Shetland il 12 aprile 2007 e affondò tre giorni dopo mentre venivano preparati i rimorchiatori per riportarla a riva.

## Storia
Il Bourbon Dolphin fu costruito presso l'Ulstein Verft nel 2006, di classe "Ulstein A102". Faceva parte di un contratto di tre navi del Gruppo Bourbon, le altre due erano la Bourbon Orca e la Bourbon Mistral.
Il 21 febbraio 2007 il Bourbon Dolphin riuscì a riportare in mare il cacciamine tedesco Grömitz, dopo che si era arenato vicino a Florø.

### Naufragio
Meno di due mesi dopo, il 12 aprile, il rimorchiatore si capovolse con a bordo i 15 marinai norvegesi che componevano il suo equipaggio. Otto vennero recuperati da imbarcazioni già sul sito e due furono ritrovati dalla His Majesty's Coastguard, mentre cinque risultano ancora dispersi. Tre dei dieci recuperati vennero dichiarati morti. L'incidente avvenne mentre il Bourbon Dolphin stava ancorando la piattaforma di perforazione semisommergibile Transocean Rather. L'equipaggio di 99 uomini del Rather fu evacuato dalla RAF.
Domenica 15 aprile, il Bourbon Dolphin affondò a 1100 metri di profondità al largo della costa delle Shetland, in Scozia, alle coordinate  59,9305°N 0,439333°O.
Nel gennaio 2009 la Bourbon Offshore Norway venne multata di 5 milioni NOK (all'epoca 530.000 euro) dopo che una commissione d'inchiesta del governo norvegese aveva sollevato dubbi sulla capacità sia della nave che del suo equipaggio di gestire grandi ancore in acque così tanto profonde. Il procuratore nazionale norvegese affermò che il nuovo capitano, morto con suo figlio nell'affondamento, non aveva avuto abbastanza tempo per conoscere l'equipaggio e la nave in generale, poiché aveva avuto solo 90 minuti per subentrare.